# 八重山キリシタン事件
八重山キリシタン事件（やえやまキリシタンじけん）は、17世紀前半に琉球王国で起きたキリシタン摘発事件。

## 事件の背景
琉球は第一尚氏王統により1429年に統一国家が形成され、1470年に第二尚氏がこれを引き継いで海洋貿易国家として繁栄したが、1609年、薩摩藩による琉球侵攻を受けて実質的に同藩の支配下に置かれ、宮古諸島・八重山諸島もその支配領域にあった。
一方、本土では1603年（慶長8年）に江戸幕府が成立した。当初、幕府は貿易振興のためにキリスト教を黙認したが、1612年（慶長17年）には幕府直轄領に、1613年（慶長18年）には全国対し完全な禁教令を出していた。

## 事件の概要
こうした中、1624年に一隻のスペイン船が八重山諸島の石垣島に漂着したが、この船にはドミニコ会神父のファン・デ・ロス・アンヘレス・ルエダが乗っていた。石垣島の有力者で、宮良の頭職を務めて引退していた石垣永将は、遭難者たちを保護し、さらにキリスト教の教えを受けたと疑われ、琉球王府により流罪とされた。
『八重山年来記』によると、石垣永将は石垣島の富崎に漂着した南蛮船に牛数十頭を与えて自宅に遭難者らを数日間泊めたことを咎められ、「稽古物」という理由で死罪・家財没収に処され、子孫は流罪になったとされている。
一方『薩藩旧記雑録』によると、1634年（寛永11年）の記録に「八重山島之みやらと申者南蛮宗ニ成候故当時流罪之由候早々火あぶりに可被付事」とある。この文書を信用するなら、永将は一度すでに流罪になったところに、1634年に薩摩藩により火刑を命ぜられたことになる。これにより、永将は翌1635年、流刑地の渡名喜島で火刑に処せられ、弟の永定も島原の乱の後に処刑された。またルエダも粟国島に流された後、殺害された。

## 事件の影響
同事件の後、琉球にも本格的な禁教策（琉球国内のキリシタン弾圧のみならず、弾圧により九州などから逃亡してきたキリシタン、外国船の漂着による宣教師の上陸防止など）が実施されることとなり、石垣永将が火刑に処せられた翌1636年、薩摩藩は琉球にも宗門改の実施を命じ、キリシタンでないと認められた住民には手札が渡された。その後、5年から10年の間隔で宗門改が実施されたが、その間も各間切・シマに宗旨の点検を報告させた。また、それに併せて琉球王府の宮古・八重山統治もより厳格化していった。